# 津田塾大學
津田塾大學（日语：津田塾大学），是日本教育家津田梅子在1900年所創立的女子高階教育的學校，在日本教育改革的1948年，創辦人將此學校體制名稱改為大學。

## 歷史
1871年年紀六歲的津田梅子被日本的岩倉使節團挑選為小留學生前往美國留學，她在美國華盛頓DC住了11年之後，於1882年回到日本。回國之後，她感受到東西方文化對於女性教育觀念的差異，因此特別強調日本社會必須尊重女性，這樣才會有所進步。當時津田堅決提供教育機會，特別是高等教育的機會給日本女性，於是超過2萬7千5百個女性已經從津田梅子的大學畢業，在日本社會從事各方面重要的工作。津田塾所強調的教育理念為重視女性在社會上的貢獻，女性活躍參與社會是必要的。男性和女性都是社會的中堅，而彼此必須擁有相同的權利與和諧的關係。學生應該有熱心參與社會的各項活動把他們獨特的長處貢獻給社會，故津田塾大學的課程綱要強調人文藝術的修養，所有的學生應該遵循各種紀律來培養專業的知識。此外該校還鼓勵學生開拓發展國際關係，養成自動自發學習精神，尊敬大自然且愛護同學；津田塾大學強調他們的員工與主管人員大多用勤勉、承諾、謙虛的態度來完成工作。創辦人津田梅子在2024年成為日幣5000元正面的人物。

## 外部連結
- 津田塾大學 （页面存档备份，存于）